# Smardzko (przystanek kolejowy)
Smardzko – nieczynny i nieistniejący przystanek kolejowy w Smardzku, w powiecie świdwińskim, w województwie zachodniopomorskim, w Polsce.